# Apolygus spinolae

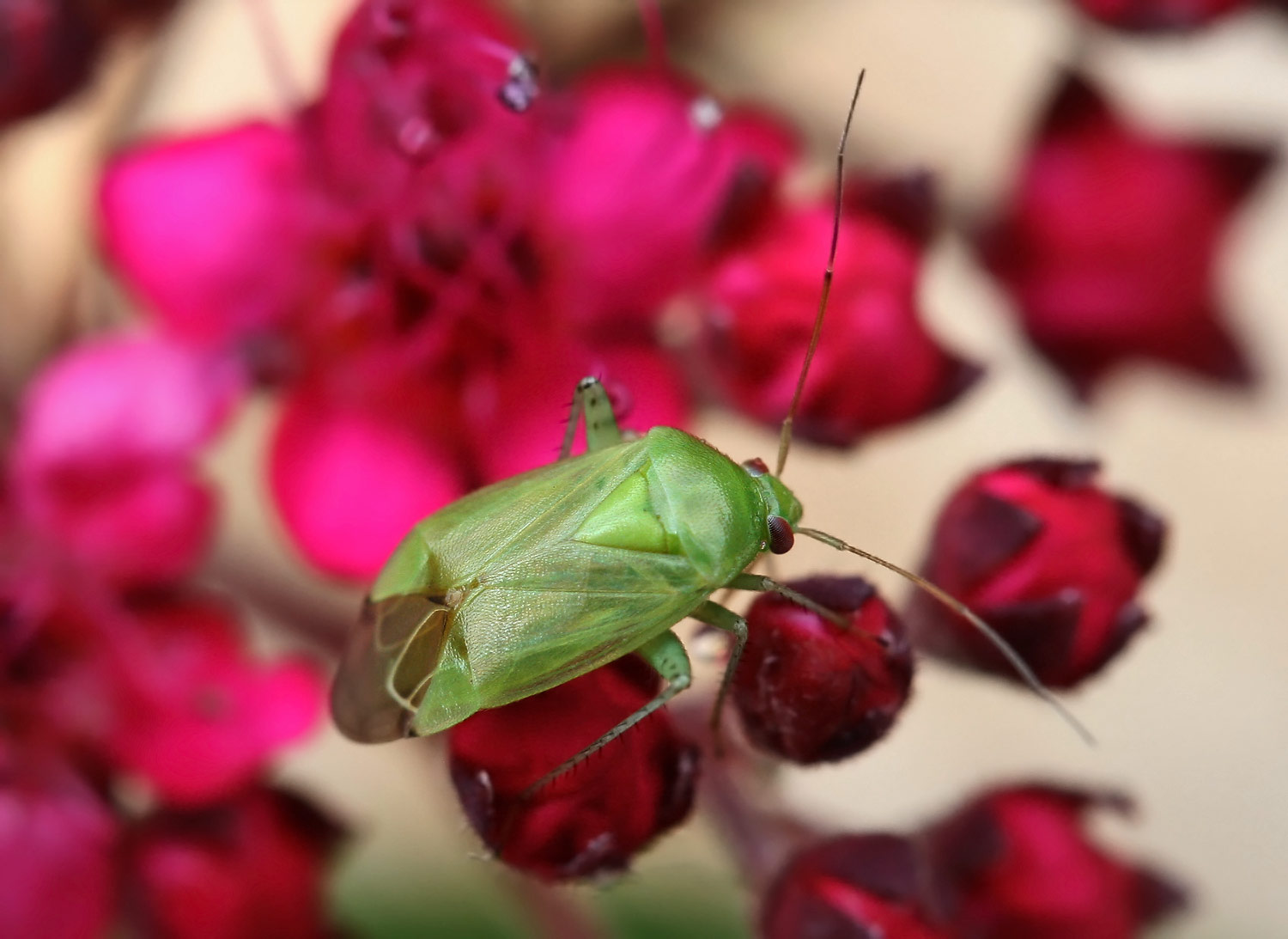
Apolygus spinolae

Apolygus spinolae ist eine Wanzenart aus der Familie der Weichwanzen (Miridae).

## Merkmale
Die Wanzen werden 5,1 bis 6,0 Millimeter lang. Die Wanzen der Gattung Apolygus haben eine grüne Grundfarbe und einen ziemlich breit-ovalen Körper. Ihre schwarzen Sporne an den Schienen (Tibien) entspringen nicht aus schwarzen Punkten und das zweite Glied der Fühler ist in der Regel kürzer als das Pronotum basal breit ist. Apolygus spinolae kann man von der ähnlichen Apolygus lucorum durch die hellere Grundfarbe und den an der äußersten Spitze dunkel gefärbten Cuneus der Hemielytren unterscheiden.

## Vorkommen und Lebensraum
Die Art ist in Europa, ohne dem äußersten Süden und östlich bis Sibirien und durch Zentralasien bis China und Japan verbreitet. In Deutschland tritt die Art fast überall auf und ist meist häufig, in Österreich tritt sie nur vereinzelt auf.
Besiedelt wird wie auch bei Apolygus lucorum vor allem die Krautschicht an offenen bis halbschattigen, mikroklimatisch jedoch feuchten Orten.

## Lebensweise
Die Wanzen leben vor allem an Großer Brennnessel (Urtica dioica), man findet sie jedoch auch auf vielen anderen krautigen Pflanzen aus verschiedenen Familien. Sie saugen vor allem an den Fruchtknoten und den unreifen Samen. Sie gilt mancherorts als Schädling im Wein- und Hopfenanbau. Gelegentlich kann man sie auch beim Saugen an toten Insekten oder an Artgenossen beobachten. Die adulten Wanzen kann man von Mitte Juni bis August und September beobachten. Frisch geschlüpfte adulte Wanzen im September legen nahe, dass an günstigen Orten eine zweite Generation pro Jahr auftreten kann. Diese Wanzen sollen dann eher an holzigen Pflanzen zu finden sein.

## Belege